# اوتفرانت
اوتفرانت (انگلیسی: Outfront) شرکت رسانه‌ای آمریکایی است، که در سال ۱۹۳۸ تأسیس شد.